# 黄雪辰
黄雪辰（こうせつしん、Huang Xuechen、1990年2月25日 - ）は、中国の上海市出身の女子アーティスティックスイミング選手。
2008年北京オリンピックではチーム最年少の18歳で中国にオリンピックのアーティスティックスイミング競技初のメダルである銅メダルを獲得した。
井村雅代に素質を見いだされ2012年ロンドンオリンピックでは双子の蔣文文＆蔣婷婷姉妹をおさえてデュエットに起用された。劉鴎と組んだデュエットでは銅メダル、チームでは銀メダルを獲得した。
2016年リオデジャネイロオリンピックでは孫文雁と組んだデュエットとチームで銀メダルを獲得し、シンクロ選手として最多に並ぶ通算5個のメダルを獲得した。